# Bataille de Falloujah (2016)
Pour les articles homonymes, voir Bataille de Falloujah.
Seconde guerre civile irakienne
La quatrième bataille de Falloujah a lieu pendant la bataille d'al-Anbar, lors de la seconde guerre civile irakienne. Le 22 mai 2016, l'armée irakienne, les Hachd al-Chaabi et la coalition lancent une offensive contre la ville de Falloujah, aux mains de l'État islamique depuis le 4 janvier 2014. Les forces irakiennes entrent dans la ville le 3 juin et la reprennent entièrement le 26.

## Forces en présence

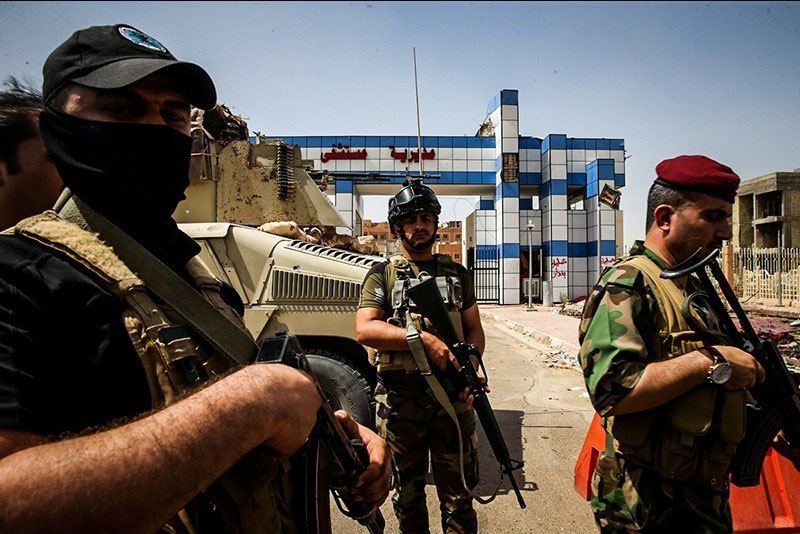
Des militaires irakiens des unités d'élite du contre-terrorisme (ICTF), le 28 juin 2016.

Le 23 mai 2016, la ville de Falloujah — prise par l'État islamique le 4 janvier 2014 — est assiégée par l'armée irakienne et ne compte plus que 60 000  à   90 000 habitants, contre 300 000 avant son occupation. Le premier ministre irakien Haïder al-Abadi annonce alors le début de l'offensive pour reprendre la ville aux djihadistes. Elle est menée par les 8e et 9e divisions de l'armée irakienne, la 1re division — dite la division d'or — des unités d'élite du contre-terrorisme (ICTF), les forces spéciales de la police, 13 milices chiites des Hachd al-Chaabi et des tribus pro-gouvernementales,,,,. Ces forces sont commandées par le général irakien Abdelwahab al-Saadi. Au début de la bataille, le général iranien Qasem Soleimani apparaît également près de Falloujah aux côtés de miliciens du Harakat Hezbollah al-Nujaba. La coalition menée par les États-Unis participe également aux opérations, des frappes sont effectuées notamment par les forces aériennes française, britannique et australiennes.
Les forces de l'État islamique retranchées à l'intérieur de Falloujah sont estimées à environ un millier de combattants,. Le général Abdelwahab al-Saadi donne quant à lui une estimation de 3 500  à   4 000 hommes,. Un certain nombre de combattants étrangers figurent dans les rangs de l'EI à Falloujah, avec notamment des Ouïghours chinois, des Saoudiens, des Syriens, des Tunisiens et quelques Européens. 
Le lieutenant-général Abdelwahab al-Saadi commande 30 000 hommes selon ses propres déclarations. Middle East Eye indique que selon des sources militaires, l'armée et la police irakienne ont mobilisé 35 000 hommes dans la bataille. Plus de 4 000 miliciens des Hachd al-Chaabi prennent également part au combat, dont 1 500 hommes de l'Organisation Badr.

## Déroulement

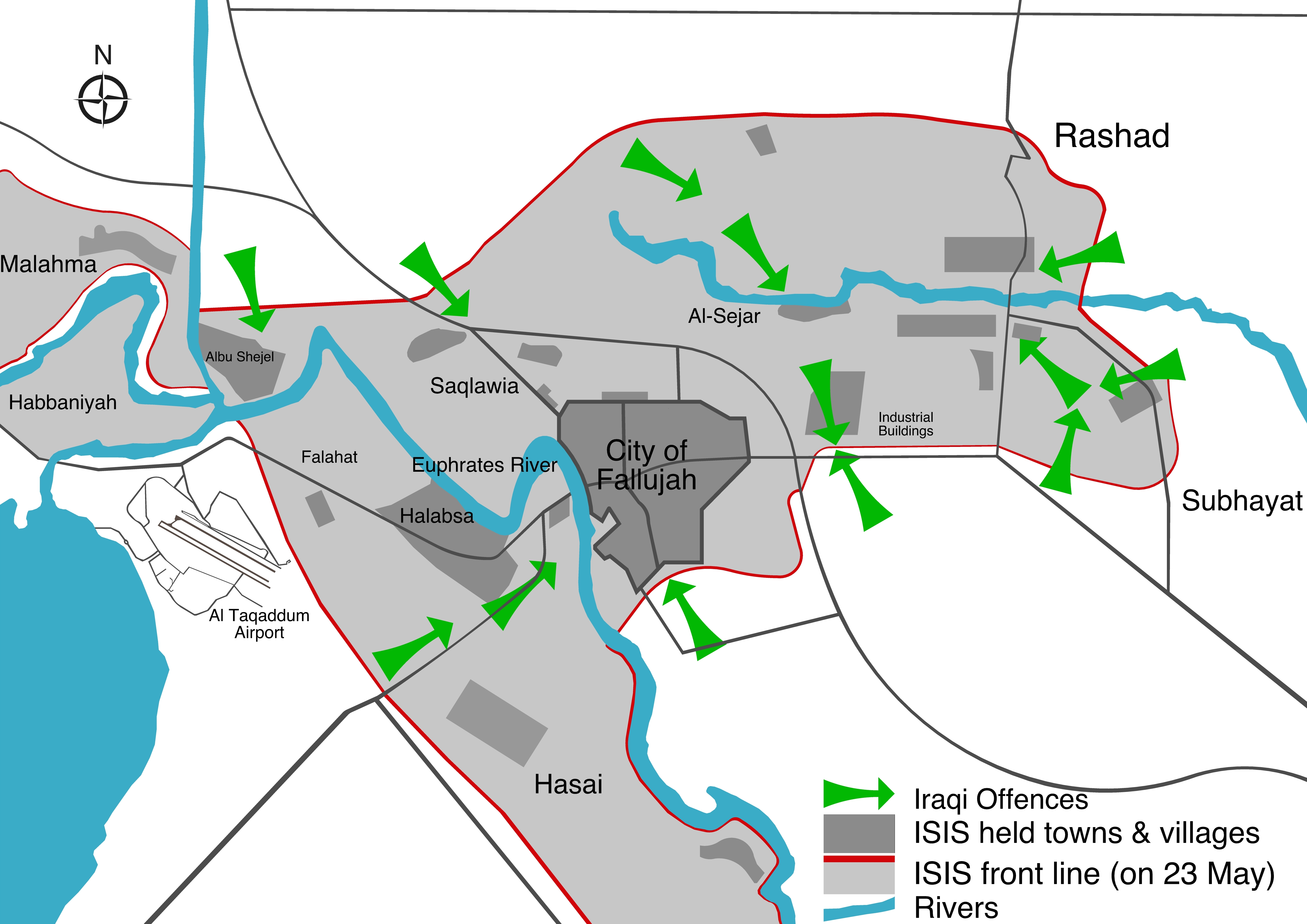
Début de l'offensive à Falloujah le 22 mai 2016.

Le 26 mai, l'État islamique perd la ville de Garma, à 16 kilomètres de Falloujah. Selon la coalition, 20 bombardements touchent Falloujah du 23 au 27 mai, tuant 70 djihadistes, dont Maher Al-Bilawi, commandant des forces de l'EI dans cette ville. Les combats ont lieu principalement au sud et au nord-ouest de la ville, dans les environs de Saklaouiya. Le 31 mai, l'armée irakienne affirme avoir repoussé une contre-attaque des djihadistes sur la localité de Naimiyah, à 500 mètres du quartier de Chouhada, au sud de Falloujah, et tué 75 hommes sur les 100 qui auraient participé à cet assaut,.
Les forces irakiennes se heurtent cependant à une très forte résistance de l'EI et ne progressent pas pendant deux jours. Le 1er juin, les djihadistes attaquent au nord de Falloujah les villages de Kubaisah et d'al-Sejar, ainsi qu'Amiriyat al-Fallujah au sud avec au moins 10 kamikazes ; selon Al Jazeera au moins 130 soldats irakiens sont tués dans ces combats tandis que d'après l'AFP plus de 70 cercueils de miliciens chiites ont été enterrés dans le cimetière de la « Vallée de la paix » à Nadjaf depuis le début de l'offensive,,. Dans la soirée, le premier ministre irakien Haïder al-Abadi annonce que l'assaut sur la ville est suspendu afin de « préserver les civils »,,. 
Le 3 juin, l'armée irakienne pénètre dans la ville de Falloujah, par le quartier de Chouhada, au sud. Le 4 juin, la localité de Saklaouiya, à 10 kilomètres au nord-ouest de Falloujah, finit par tomber aux mains des forces irakiennes, tandis que les combats font rage dans les quartiers de Chouhada et Jbeil au sud de la ville. À Saklaouiya, les soldats irakiens découvrent un charnier contenant environ 400 corps, principalement des militaires mais aussi des civils, tués entre fin 2014 et début 2015, notamment pendant la bataille de Saklaouiya,,. 

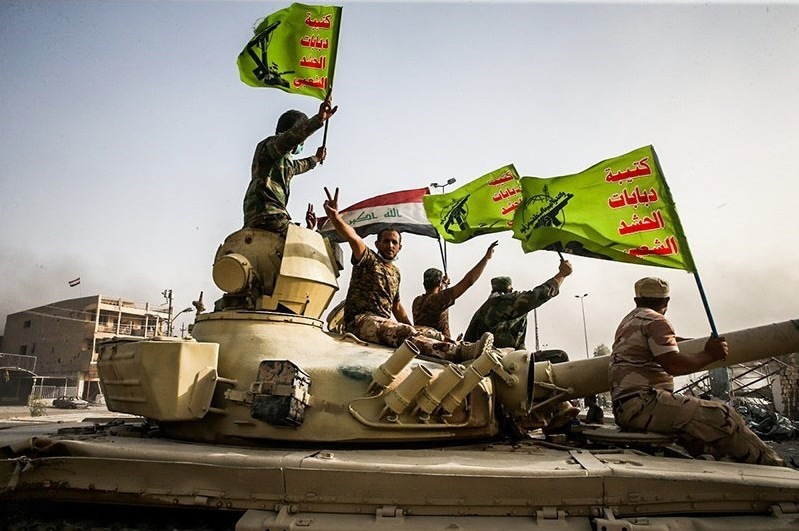
Des miliciens des Hachd al-Chaabi, du groupe Saraya al-Khorasani, à Falloujah, le 28 juin 2016.

De leur côté, les milices chiites des Hachd al-Chaabi ne participent pas à l'assaut de la ville, mais seulement à son encerclement. Cependant, le 5 juin, leur commandant militaire, Abou Mahdi al-Mohandis, menace d'entrer dans la ville avec ses forces si l'armée irakienne n'avance pas assez rapidement. Des exactions sont commises pendant la bataille par ces milices ; des civils sunnites sont exécutés sommairement, enlevés ou torturés,. Après la prise de Saklaouiya le 4 juin, des habitants accusent les Hachd al-Chaabi d'avoir massacré environ 300 civils sunnites dans cette localité,,. Amnesty International affirme de son côté qu'au moins 49 personnes ont été tuées ou torturées dans cette localité le 4 juin et que 653 hommes et garçons ont été soumis à des disparitions forcées. Après ces tueries, une trentaine de miliciens chiites auraient été arrêtés.
Les civils, bloqués à l'intérieur de la ville de Falloujah, sont utilisés comme boucliers humains par les djihadistes de l'EI. Ces derniers interdisent aux habitants de quitter la ville, certains sont d'ailleurs abattus pour avoir essayé de s'enfuir. Le 11 juin cependant, l'armée irakienne parvient à ouvrir un corridor au sud-ouest de Falloujah : en trois jours, environ 10 000 civils sont évacués, mais principalement depuis des zones périphériques, les civils bloqués dans le centre-ville n'ont alors aucune voie de sortie,,. Alors qu'ils avaient auparavant interdit aux civils de fuir Falloujah, le 15 juin les djihadistes annoncent par haut-parleurs aux habitants de Chouhada qu'ils ont l'autorisation d'évacuer leur quartier ; 9 000 civils prennent alors la fuite, avec probablement parmi eux des combattants de l'EI. Selon le chercheur irakien Hisham al-Hashimi, les deux chefs de l'État islamique à Falloujah, Ayad al Julamyli et Tarik Taha al-Halboussi, s'enfuient au cours de la bataille parmi les civils. D'autres djihadistes se rasent la barbe, puis revêtent des uniformes et hissent des drapeaux pris aux Hachd al-Chaabi, et ainsi déguisés parviennent à quitter les lieux.
Le 16 juin, après plusieurs jours de combats, le quartier de Chouhada tombe entièrement aux mains des forces gouvernementales,. Le 17 juin, après une préparation massive d'artillerie, l'armée irakienne fait une percée jusqu'au centre de Falloujah et parvient à s'emparer du quartier général du gouvernement qui regroupe les bâtiments de la mairie, de la police et des services de sécurité. Les djihadistes n'opposent qu'une faible résistance dans le centre-ville et se replient principalement vers les quartiers ouest,,. Les combats se poursuivent dans les quartiers ouest et les quartiers nord. Au moins 20 000 civils fuient la ville en quelques heures ; selon le Haut Commissariat des Nations unies pour les réfugiés, à la date du 20 juin au moins 84 000 personnes ont dû fuir leurs maisons depuis de début de l’offensive, les ONG parlent d'un « désastre humanitaire ». Cependant l'armée irakienne a mené sa percée sur l'axe principal du quartier Nazal mais elle a négligé ses flancs. Le 21 juin, des officiers de l'armée irakienne affirment tenir 80 % de la ville de Falloujah, mais le porte-parole de la coalition à Bagdad, le colonel Christopher Garver, déclare qu'elle n'en contrôle en réalité qu'un tiers, principalement au sud,. Le 26 juin, le général Abdelwahab al-Saadi affirme que Al-Jolan, dernier quartier aux mains de l'EI, est tombé en deux heures et que Falloujah a été entièrement reconquise. La victoire des forces irakiennes est saluée par les États-Unis le 27 juin.
Les combattants de l'État islamique se replient hors de la ville avec plusieurs centaines de véhicules chargés de civils membres de leurs familles. Le soir du 27 juin, ils affrontent au sud de Falloujah les combattants tribaux d'Amriyat Al-Falloujah, mais parviennent à faire une percée le 28. Le convoi se divise alors en deux : l'un file vers la Syrie, l'autre se dirige vers Mossoul. Mais en terrain découvert, les djihadistes se retrouvent à la merci des avions de la coalition et de l'armée irakienne. Le convoi est pilonné le matin du 28 juin jusqu'à la nuit du 29 au 30 juin. Selon l'armée américaine, 260 véhicules sont détruits et environ 250 à 300 djihadistes sont tués ; l'armée irakienne donne quant à elle un bilan de 700 véhicules détruits et 440 combattants de l'EI tués,,,,,,.

## Les pertes

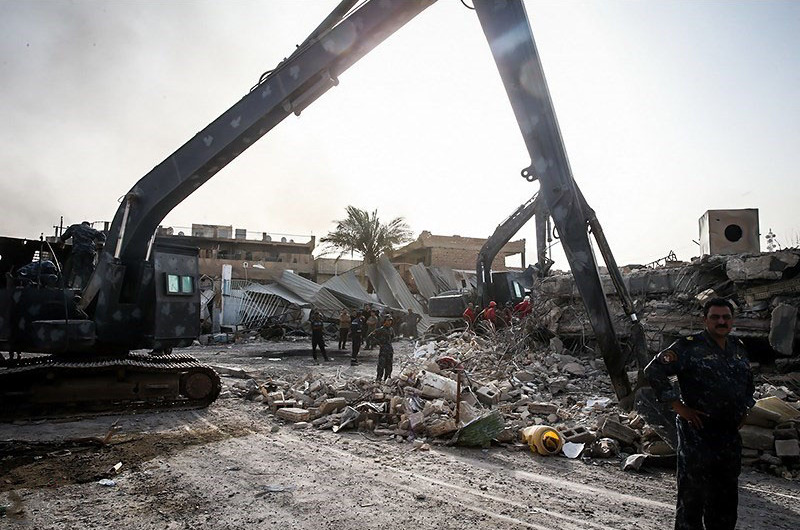
Destructions à Falloujah le 28 juin 2016.

Le 2 juin, Al Jazeera affirme qu'au moins 130 soldats irakiens ont été tués. L'AFP indique de son côté le 1er juin que plus de 70 cercueils de miliciens chiites ont été enterrés dans le cimetière de la « Vallée de la paix » à Nadjaf depuis le début de l'offensive.
Le 3 juin, un responsable des services de santé à Bagdad déclare qu'au moins 1 119 soldats et miliciens ont été blessés depuis le début de l'offensive le 23 mai.
Le 18 juin, le général Abdelwahab al-Saadi déclare qu'environ 1 000 djihadistes de l'État islamique ont été tués depuis le début de l'offensive. Le 20 juin, l'armée irakienne affirme encore avoir tué 500 djihadistes après la percée du 17 juin. Le 21 juin, le général Abdelwahab al-Saadi monte à 2 500 son estimation des djihadistes tués. 
Les pertes sont également lourdes du côté des forces gouvernementales, après la bataille, certains bataillons forts initialement de 500 hommes sont réduits à seulement 130 soldats, les autres ayant été tués, blessés ou démobilisés. Selon Al Jazeera, 300 soldats irakiens et miliciens chiites ont été tués les 18 et 19 juin.
Aucun bilan des pertes de l'armée irakienne n'est communiqué officiellement. Mais le 30 juin 2016, Middle East Eye indique que selon les déclarations sous couvert de l'anonymat d'un responsable de la sécurité, au moins 394 membres des forces de sécurité ont été tués et 3 308 blessés dans la bataille. Des sources médicales et d'autres sources militaires donnent cependant un bilan encore plus élevé ; jusqu'à plus de 900 morts, sans compter les miliciens des Hachd al-Chaabi. Elles indiques également que 2 500 djihadistes de l'EI ont été tués et 2 186 présumés djihadistes arrêtés. Au moins 90 véhicules-suicides ont été utilisés par l'EI lors de la bataille.
Selon les chiffres officiels, 20 000 à 25 000 civils ont été interrogés et 1 500 d'entre-eux, soupçonnés d'être liés à l'EI, ont été arrêtés. Ces derniers étaient issus principalement des tribus al-Jumeylat, al-Halabssa, al-Falahat et al-Mahamdah. 
Selon le général irakien al-Saadi, les destructions à Falloujah sont moins importantes que dans d'autres villes reprises à l'EI. Selon lui, 10 à 15 % de Falloujah est détruite, contre 70 % pour Ramadi.

## Suites
Dans les mois qui suivent fin la bataille, des cellules clandestines de l'État islamique se réimplantent cependant dans la région de Falloujah, sans constituer cependant le secteur le plus actif de l'organisation en Irak. À partir de mai 2018, l'EI commence à publier des communiqués où elle revendique ses attaques. Les djihadistes posent des engins explosifs, mènent des assassinats, tirent des roquettes et incendient des fermes. Après un pic en septembre et octobre 2018, plusieurs cellules sont démantelées en novembre.

### Articles
- Fallouja : les enjeux d’une bataille hautement symbolique pour l’EI, OLJ, 25 mai 2016.
- Romain Herreros, La reprise de Falloujah annoncerait-elle vraiment la défaite de Daech?, Le Huffington Post, 30 mai 2016.
- Feurat Alani, Irak : ce que pensent vraiment les habitants assiégés de Fallouja, Orient XXI, 1er juin 2016.
- Myriam Benraad, Fallouja, d’un martyre l’autre, Orient XXI, 16 juin 2016.
- Hélène Sallon, Irak : le fantôme de l’EI plane sur Fallouja la maudite, Le Monde, 28 juillet 2017.
- Hala Kodmani, A Fallouja, «Daech nous a traités comme des renégats», Libération, 4 avril 2018.

### Reportages photographiques
- Avec les forces irakiennes dans la bataille de Fallouja, Le Monde, 24 mai 2016.
- Avec les troupes d’élite irakiennes dans Fallouja, Le Monde, 9 juin 2016.

### Vidéographie
- [vidéo] Sur la route de Falloujah : Embarqué avec la Division Dorée des forces spéciales irakiennes, Vice news, 17 juin 2016.
- [vidéo] Irak - Quelle est la situation à Falloujah et quelle est la symbolique de cette ville ?, France 24, 30 mai 2016.
- [vidéo] A Fallouja se déroule « l’une des batailles les plus dures menées contre l’EI », Le Monde, 3 juin 2016.
- [vidéo] La bataille de Fallouja reste intense, AFP, 17 juin 2016.